# Gastroscopia
Per gastroscopia (o EGDS: esofagogastroduodenoscopia) si intende l'analisi del lume dell'esofago, dello stomaco e del duodeno (il tratto iniziale dell'intestino tenue) attraverso un apposito strumento, il gastroscopio.

## Scopi della procedura
La sua importanza clinica è fondamentale nella diagnosi precoce e nella valutazione delle affezioni gastroenterologiche. 
Alcune delle più comuni patologie che possono essere diagnosticate tramite l'EGDS sono:
- Ernia iatale
- Esofagite
- Gastrite
- Gastroduodenite
- Ulcera duodenale
- Rilevazione dell'Anisakis

Dalla fine degli anni '90 si è diffusa anche la tecnica dell'ecoendoscopia, o EUS, che abbina l'esame endoscopico tradizionale ad una tecnica ecografica, con significativi vantaggi diagnostici per lo studio di determinate situazioni cliniche.
In alcuni casi (gastroscopia operativa), l'EGDS viene effettuata per rimuovere piccoli corpi estranei, termocoagulare lesioni, etc.

## Modalità d'esecuzione
Il gastroscopio permette l'osservazione diretta delle cavità dell'esofago, dello stomaco e del duodeno. Esso infatti è munito di una sonda di circa 8–12 mm di diametro, attrezzata con una telecamera e delle fibre ottiche all'estremità.
L'esame viene effettuato su pazienti a digiuno da almeno dieci-dodici ore. Al paziente, in decubito laterale sinistro, viene introdotta in bocca la sonda, che viene poi introdotta in esofago, e da lì fatta scendere prima nello stomaco e poi nel duodeno; l'esame si completa con il ritiro della sonda, e la visualizzazione in retroversione delle stesse strutture anatomiche.
Attraverso un canale interno alla sonda è anche possibile il prelievo di campioni bioptici di tessuti, utilizzabili per indagini anatomopatologiche più approfondite (attraverso approcci istologici o citologici); e, sempre tramite il canale interno, è possibile l'uso di strumenti per la gastroscopia operativa (cestelli, pinze, coagulatori).
L'esame è invasivo, ma sicuro e con una bassissima incidenza di complicanze (0,05% di morbilità, e meno di 0,006% di mortalità); come per tutte le operazioni cliniche invasive, il paziente deve esprimere il proprio consenso informato prima della sua esecuzione. La sua durata di esecuzione è breve (pochi minuti) e non è doloroso, anche se il naturale riflesso deglutitorio può portare a successive lievi irritazioni faringee; più frequentemente l'esame può causare fastidio, con nausea e conati di vomito a vuoto, significativamente riducibili previa una leggera sedazione cosciente (con benzodiazepine) e l'applicazione di anestetici topici in orofaringe (lidocaina).
In alcuni casi, solitamente in presenza di significative problematiche nell'esecuzione dell'esame stesso o di pazienti non collaboranti e previa valutazione anestesiologica, la gastroscopia può essere eseguita anche in sedazione profonda (tramite somministrazione di Propofol o Midazolam).
L'esame, con appositi endoscopi, può essere effettuato anche per via trans-nasale.